# Leticia Torres
Leticia Torres Hernández (Città del Messico, 29 dicembre 1964) è un'ex atleta paralimpica messicana.

## Biografia
All'età di un anno, ha contratto la poliomielite e da allora non ha più camminato. Ha gareggiato dal 1988 al 2006 nella categoria C1-TW2-T51-T52, percorrendo le distanze dai 100 ai 1500 metri piani.
L'inizio della sua carriera è stato premiato da cinque medaglie alle Paralimpiadi di Seul del 1988, quattro d'oro e una d'argento. In seguito, ha continuato a inanellare risultati di prestigio, dimostrando una crescita costante nel miglioramento dei tempi, benché le sue performances non fossero più premiate dal podio più alto. Si è ritirata dopo i Mondiali del 2006 ad Assen.
Nel 1988 ha ricevuto il Premio Nacional del Deporte. Nel 2010 è stata designata a premiare gli atleti vincitori in quell'anno dello stesso premio.

## Palmarès
| Anno | Manifestazione       | Sede       | Evento                  | Risultato | Prestazione | Note |
| ---- | -------------------- | ---------- | ----------------------- | --------- | ----------- | ---- |
| 1988 | Giochi paralimpici   | Seul       | 100 m piani 1C          | Oro       | 23"69       |      |
| 1988 | Giochi paralimpici   | Seul       | 200 m piani 1C          | Oro       | 48"74       |      |
| 1988 | Giochi paralimpici   | Seul       | 400 m piani 1C          | Oro       | 1'33"62     |      |
| 1988 | Giochi paralimpici   | Seul       | 800 m piani 1C          | Oro       | 3'12"65     |      |
| 1988 | Giochi paralimpici   | Seul       | 1500 m piani 1C         | Argento   | 6'46"71     |      |
| 1992 | Giochi paralimpici   | Barcellona | 100 m piani TW2         | Bronzo    | 23"11       |      |
| 1992 | Giochi paralimpici   | Barcellona | 200 m piani TW2         | Bronzo    | 43"88       |      |
| 1992 | Giochi paralimpici   | Barcellona | 400 m piani TW2         | Bronzo    | 1'27"37     |      |
| 1992 | Giochi paralimpici   | Barcellona | 800 m piani TW2         | Argento   | 3'03"49     |      |
| 1996 | Giochi paralimpici   | Atlanta    | 200 m piani T51         | Argento   | 42"08       |      |
| 1996 | Giochi paralimpici   | Atlanta    | 400 m piani T51         | Bronzo    | 1'22"55     |      |
| 1996 | Giochi paralimpici   | Atlanta    | 800 m piani T51         | 5ª        | 2'44"45     |      |
| 1998 | Mondiali paralimpici | Birmingham | 100 m piani T52         | Argento   |             |      |
| 1998 | Mondiali paralimpici | Birmingham | 200 m piani T52         | Argento   |             |      |
| 1998 | Mondiali paralimpici | Birmingham | 400 m piani T53         | Bronzo    |             |      |
| 2000 | Giochi paralimpici   | Sydney     | 200 m piani T52         | 5ª        | 43"60       |      |
| 2000 | Giochi paralimpici   | Sydney     | 400 m piani T52         | 5ª        | 1'24"28     |      |
| 2000 | Giochi paralimpici   | Sydney     | 800 m piani T52         | 5ª        | 2'53"86     |      |
| 2000 | Giochi paralimpici   | Sydney     | 1500 m piani T52        | 6ª        | 5'27"36     |      |
| 2002 | Mondiali paralimpici | Lilla      | 100 m piani T52         | 5ª        |             |      |
| 2002 | Mondiali paralimpici | Lilla      | 200 m piani T52         | 4ª        |             |      |
| 2002 | Mondiali paralimpici | Lilla      | 400 m piani T52         | Bronzo    |             |      |
| 2004 | Giochi paralimpici   | Atene      | 200 m piani T52         | Bronzo    | 41"49       |      |
| 2004 | Giochi paralimpici   | Atene      | 400 m piani T52         | Bronzo    | 1'22"27     |      |
| 2004 | Giochi paralimpici   | Atene      | Lancio del disco F54-55 | 6ª        | 14,54 m     |      |
| 2006 | Mondiali paralimpici | Assen      | 100 m piani T52         | 5ª        |             |      |
| 2006 | Mondiali paralimpici | Assen      | 200 m piani T52         | 5ª        |             |      |